# Sankt Michael in Obersteiermark
Sankt Michael in Obersteiermark est une commune autrichienne du district de Leoben en Styrie.